# Alexander Gerken
Alexander Gerken OFM (* 24. Juli 1929 in Köln-Nippes als Heinrich Gerken; † 26. Dezember 2021 in Fulda) war ein deutscher Franziskaner und Theologe.

## Leben
Heinrich Gerken war der Sohn der Eheleute Peter und Gertrud Gerken, geb. Schüffelger und hatte drei Geschwister. Er studierte nach dem Abitur von 1949 bis 1951 Mathematik und Physik. Am 18. April 1953 wurde er in Rietberg für die damalige Kölnische Franziskanerprovinz (Colonia) eingekleidet und erhielt den Ordensnamen Alexander. Am 1. Mai 1956 legte er die feierliche Profess ab und wurde am 6. April 1957 in Mönchengladbach zum Priester geweiht. Ein weiterführendes Promotionsstudium der Dogmatik an der Universität Innsbruck schloss er 1961 mit einer Untersuchung zum Verhältnis von Schöpfung und Inkarnation bei dem Franziskanertheologen Bonaventura als Dr. theol. ab. Daraufhin lehrte er an den Ordenshochschulen in Mönchengladbach und Münster und war zeitweise auch Klerikermagister und Definitor seiner Ordensprovinz Colonia. 1985 bestellte ihn die Leitung des Franziskanerordens als Generalvisitator für die Franziskaner in der Schweiz.
1986 wurde er auf dem Provinzkapitel zum Provinzvikar und 1989 zum Provinzialminister der Colonia gewählt. Aus gesundheitlichen Gründen bat er am 20. August 1990 um Entpflichtung von diesem Amt. Anschließend war er als Seelsorger in Vossenack und Mönchengladbach tätig und wurde 1994 noch einmal zum Definitor der Colonia gewählt. Von 2005 bis 2018 war er Schwesternseelsorger im Klarissenkonvent Maria Lind in Waldfeucht-Braunsrath. Zuletzt lebte er im Seniorenkonvent der Deutschen Franziskanerprovinz im Theresienheim in Fulda. 

## Schriften (Auswahl)
- Theologie des Wortes. Das Verhältnis von Schöpfung und Inkarnation bei Bonaventura. Düsseldorf 1963, OCLC 878179554.
- Christ und Kirche im Umbruch der Gegenwart. Düsseldorf 1966, OCLC 760524883.
- Offenbarung und Transzendenzerfahrung. Kritische Thesen zu einer künftigen dialogischen Theologie. Düsseldorf 1969, OCLC 1203527721.
- Theologie der Eucharistie. München 1973, ISBN 3-466-20155-1